# Urera mannii
Urera mannii là loài thực vật có hoa trong họ Tầm ma. Loài này được (Wedd.) Benth. & Hook. f. ex Rendle miêu tả khoa học đầu tiên năm 1916.